# Tenisová sezóna Rogera Federera 2005
Tenisová sezóna Rogera Federera 2005 znamenala pro švýcarského tenistu úspěšnou obhajobu dvou Grand Slamů, když ve finále Wimbledonu porazil Andyho Roddicka 6–2, 7–6, 6–4 a v boji o titul na US Open přehrál zkušeného veterána Andreho Agassiho 6–3, 2–6, 7–6 a 6–1. Na zbylých dvou turnajích velké čtyřky vypadl v semifinále poté, co jej na Australian Open vyřadil ruský hráč Marat Safin a na pařížském French Open pak Španěl Rafael Nadal.
Ze série Masters si připsal čtyři turnajové vavříny, jeden antukový z Hamburku a tři z amerických betonů v Indian Wells, Miami a Cincinnati. V rámci třetí nejvyšší kategorie ATP International Series Gold vyhrál dva tituly v Rotterdamu a Dubaji. Jako dvojnásobný obhájce vítězství na závěrečném Turnaji mistrů hattrick nezískal, když ve finále nestačil na argentinského hráče Davida Nalbandiana. Ve dvouhře tak ukončil sérii 24 finálových výher.
V sezóně 2005 zvítězil stejně jako v předešlém ročníku okruhu na 11 turnajích ve dvouhře a k nim navíc přidal jeden deblový titul na německém Gerry Weber Open, kde startoval po boku krajana Yvse Allegra.
Na žebříčku ATP po celý rok neopustil pozici světové jedničky. Podruhé v řadě byl vyhlášen mistrem světa ITF, nejlepším hráčem okruhu ATP a poprvé také obdržel cenu Laureus pro nejlepšího sportovce světa.

## Přehled sezóny

### Zimní sezóna na tvrdém povrchu
Na začátku sezóny navázal spolupráci s bývalým australským tenistou Tonym Rochem, jenž se stal jeho trenérem na omezený úvazek. První turnaj odehrál na počátku ledna v katarském Dauhá, kde neztratil ani jeden set. V semifinále si poradil s Rusem Nikolajem Davyděnkem a ve finále zdolal chorvatského 22. hráče světa Ivana Ljubičiće poměrem 6–3 a 6–1.

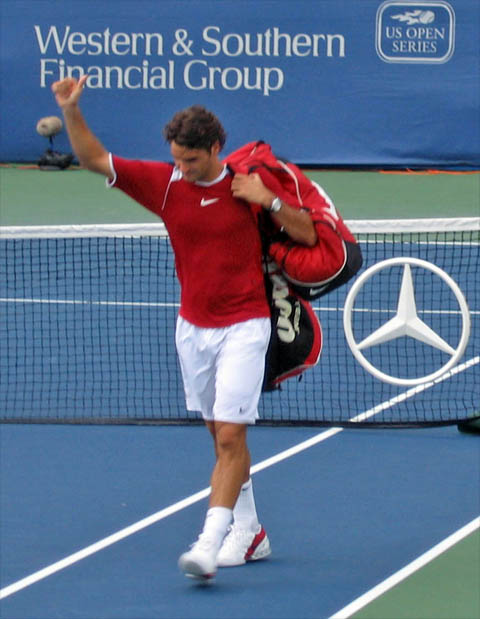
Po vyhraném utkání na Cincinnati Masters

Následoval melbournský Australian Open, kde z pozice světové jedničky a obhájce titulu skončil v semifinálové bitvě hrané na pět setů. Mezi poslední osmičkou bez zaváhání vyřadil Andreho Agassiho, ale v dalším duelu se jeho přemožitelem stala ruská světová čtyřka a pozdější vítěz turnaje Marat Safin, jemuž podlehl 7–5, 4–6, 7–5, 6–7(6) a 7–9.
Na dvou únorových událostech v nizozemském Rotterdamu, tak i následném turnaji v Dubaji, se probojoval až do finále. V obou případech v nich porazil Ivana Ljubičiće po třísetovém průběhu. V prvních dvou měsících nové sezóny jej tak třikrát přehrál v boji o titul.
Ve vítězném tažení přiletěl na americký kontinent, kde tradičně probíhaly dva turnaje série Masters. Poprvé v kariéře si z nich odvezl double. Na kalifornském Indian Wells Masters prošel do boje o titul bez ztráty setu, když v semifinále nedal šanci argentinské světové čtrnáctce Guillermu Cañasovi a v rozhodujícím zápasu přesvědčivě zdolal druhého hráče světa Australana Lleytona Hewitta 6–2, 6–4, 6–4. Druhý turnaj série Miami Masters znamenal obtížnější cestu pavoukem. Před branou finále musel zdolat světovou desítku Andreho Agassiho a v posledním floridském utkání oplatil prohru, tehdy 31. tenistovi žebříčku, Rafaelu Nadalovi. Ve vyrovnaném duelu již prohrával 0–2 na sety a byl dva míčky od porážky, ale po zvládnutém tiebreaku třetího dějství, dokázal utkání otočit a získat výsledkem 2–6, 6–7(4), 7–6(5), 6–3 a 6–1.
Od začátku sezóny tak ze šesti turnajových účastí proměnil pět ve vítězství a upevnil si vedení na žebříčku ATP.

### Antuková sezóna
Antukovou část roku zahájil na Monte-Carlo Masters, kde byl překvapivě nad jeho síly 101. hráč světa Richard Gasquet z Francie. Ten zvládl zkrácenou hru rozhodující sady a vyhrál ji dvoubodovým rozdílem míčů 8:6. Následoval další turnaj kategorie Masters probíhající v německém Hamburku, kde Švýcar prošel do finále bez ztráty sady. Tam jej znovu očekával v dobré formě hrající Gasquet, který již figuroval na 56. místě klasifikace. Vzájemný zápas dospěl podruhé v řadě do tiebreaku třetí sady, kterou tentokrát vyhrál Federer poměrem 7:4 a celý duel získal výsledkem 6–3, 7–5 a 7–6(4). Připsal si tak šestý triumf sezóny a dvacátý osmý kariéry.
Na konci května následoval druhý grandslam roku French Open, kde mu jako jednomu z kandidátů na titul soupeři nevzali do semifinále žádný set. V něm narazil na světovou pětku a čtvrtého nasazeného Rafaela Nadala, jenž postupně získával pověst antukového krále. Svou přezdívku potvrdil, když utkání vyhrál ve čtyřech sadách.

### Sezóna na trávě

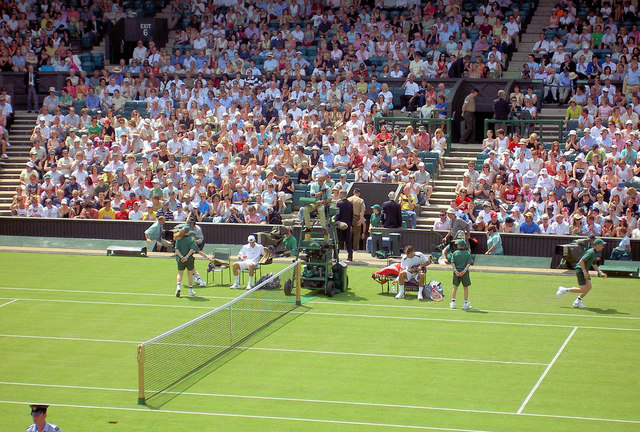
Úvodní zápas wimbledonské dvouhry

Přípravu na Wimbledon zahájil tradičně v německém Halle, kde na úvod musel svést bitvu proti Švédovi Robinu Söderlingovi. Po těsném výsledku 6–7(5), 7–6(6) a 6–4, prošel do finále Gerry Weber Open. V něm obhájil titul po třísetovém vítězství nad Maratem Safinem. Spolu s krajanem Yvsem Allegrem si také připsal trumf ve čtyřhře, když ve finálovém duelu přehráli švédsko-ruský pár Joachim Johansson a Marat Safin ve třech sadách.
Na počátku června zavítal k další obhajobě do Londýna. Ve wimbledonské dvouhře mu jediný set v celém jejím průběhu odebral 26. tenista světa Nicolas Kiefer z Německa, když ve druhé sadě třetího kola vybojoval tiebreak, což ovšem na zlomení favorita nestačilo. Federer opět po roce v nedělním finále narazil na Američana Andyho Roddicka. Na rozdíl od předchozího ročníku však neprohrál žádný set a potřetí v řadě Wimbledon vyhrál, tentokrát výsledkem 6–2, 7–6(2) a 6–4.
Letní antukovou událost Allianz Suisse Open Gstaad konanou v rodném Švýcarsku, které se v předchozích sezónách pravidelně účastnil, v sezóně 2005 vypustil.

### Letní sezóna na amerických betonech
Americkou letní sezónu US Open Series zahájil na Cincinnati Masters, kde svou formu potvrdil druhou finálovou výhrou v řadě nad světovou pětkou Roddickem 6-3 a 7-5. Získal tak čtvrtý titul kategorie Masters Series v průběhu jediného roku, což se žádnému jinému tenistovi před ním nepodařilo. V pouti za úspěšnou obhajobou newyorského US Open ztratil před finále pouze dvě sady. První opět jako ve Wimbledonu s Němcem Nicolasem Kieferem během osmifinále a druhou se čtvrtým hráčem světa Lleytonem Hewittem v semifinále. V posledním utkání turnaje zdolal světovou sedmičku Andreho Aggasiho 6–3, 2–6, 7–6(1) a 6–1. Stal se tak prvním tenistou otevřené éry, jemuž se podařilo triumfovat ve Wimbledonu a na US Open ve dvou po sobě jdoucích letech (2004 a 2005).

### Podzimní halová sezóna
Na konci září odehrál jediný turnaj v Asii, když se zúčastnil Thailand Open probíhajícím v hlavním městě království Bangkoku. Poprvé v kariéře se v jeho finále střetl se skotským hráčem Andym Murraym, kterému tehdy patřila 109. příčka světové klasifikace. Švýcar získal jedenáctý singlový titul roku ve dvou setech 6–3 a 7–5.

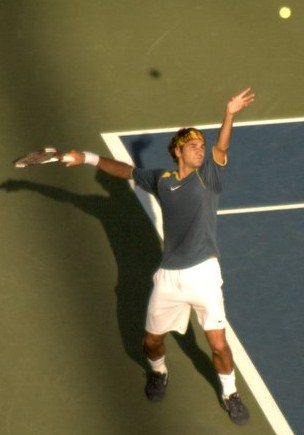
Podání na US Open

Z pozice tenisového suveréna mužského okruhu a dvojnásobného obhájce titulu měl za cíl dosáhnout na hattrick z Turnaje mistrů, jenž se poprvé uskutečnil v čínské Šanghaji. Z pěti zápasů stál čtyřikrát na protilehlé straně dvorce argentinský hráč. V základní skupině vyhrál všechny duely po třísetovém průběhu, když postupně uspěl nad Davidem Nalbandianem, Ivanem Ljubičićem a Guillermem Coriou. Vždy ztratil druhou sadu klání. V semifinále pak deklasoval třetího Argentince na turnaji Gastóna Gaudiu dvěma „kanáry“ 6–0 a 6–0. Finále mělo opačný charakter. Rozpoutala se v něm pětisetová bitva. Odehrány byly tři zkrácené hry. Dvě z nich Federer nad Nalbandianem vyhrál. Třetí tiebreak v rozhodující páté sadě však nezískal, což znamenalo první finálovou porážku od vídeňského turnaje v říjnu 2003. Nalbandian zvítězil 7–6(4), 7–6(11), 2–6, 1–6 a 6–7(3), téměř po čtyřech a půl hodinách.
Federer porážkou ztratil šanci vyrovnat nejlepší bilanci výher a proher v jedné sezóně otevřené éry, kterou vytvořil John McEnroe roku 1984 poměrem 82–3 (Federer: 81–4). Stejně tak jej prohra s Nalbandianem připravila o historický zápis nejdelší šňůry výher ve finále singlových turnajů ATP. Rekordních dvacet pět vítězných finále za sebou nepřekonal o jediný zápas. Před Turnajem mistrů Švýcar triumfoval ve 24 finále v řadě, počínaje vídeňskou výhrou 12. října 2003. Po této prohře získal další dva tituly.
Sezónu zakončil na prvním místě žebříčku ATP.

## Přehled utkání

### Grand Slam
| turnaj          | fáze        | stav      | soupeř              | výsledek                   |
| --------------- | ----------- | --------- | ------------------- | -------------------------- |
| Australian Open | 1. kolo     | výhra     | Fabrice Santoro     | 6–1, 6–1, 6–2              |
| Australian Open | 2. kolo     | výhra     | Takao Suzuki        | 6–3, 6–4, 6–4              |
| Australian Open | 3. kolo     | výhra     | Jarkko Nieminen     | 6–3, 5–2skreč              |
| Australian Open | 4. kolo     | výhra     | Marcos Baghdatis    | 6–2, 6–2, 7–5(4)           |
| Australian Open | čtvrtfinále | výhra     | Andre Agassi        | 6–3, 6–4, 6–4              |
| Australian Open | semifinále  | prohra    | Marat Safin         | 5–7, 6–4, 5–7, 7–6(6), 9–7 |
| French Open     | 1. kolo     | výhra     | Dudi Sela           | 6–1, 6–4, 6–0              |
| French Open     | 2. kolo     | výhra     | Nicolás Almagro     | 6–3, 7–6(0), 6–2           |
| French Open     | 3. kolo     | výhra     | Fernando González   | 7–6(9), 7–5, 6–2           |
| French Open     | 4. kolo     | výhra     | Carlos Moyà         | 6–1, 6–4, 6–3              |
| French Open     | čtvrtfinále | výhra     | Victor Hănescu      | 6–2, 7–6(3), 6–3           |
| French Open     | semifinále  | prohra    | Rafael Nadal        | 6–3, 4–6, 6–4, 6–3         |
| Wimbledon       | 1. kolo     | výhra     | Paul-Henri Mathieu  | 6–4, 6–2, 6–4              |
| Wimbledon       | 2. kolo     | výhra     | Ivo Minář           | 6–4, 6–4, 6–1              |
| Wimbledon       | 3. kolo     | výhra     | Nicolas Kiefer      | 6–2, 6–7(5), 6–1, 7–5      |
| Wimbledon       | 4. kolo     | výhra     | Juan Carlos Ferrero | 6–3, 6–4, 7–6(6)           |
| Wimbledon       | čtvrtfinále | výhra     | Fernando González   | 7–5, 6–2, 7–6(2)           |
| Wimbledon       | semifinále  | výhra     | Lleyton Hewitt      | 6–3, 6–4, 7–6(4)           |
| Wimbledon       | finále      | vítěz (5) | Andy Roddick        | 6–2, 7–6(2), 6–4           |
| US Open         | 1. kolo     | výhra     | Ivo Minář           | 6–1, 6–1, 6–1              |
| US Open         | 2. kolo     | výhra     | Fabrice Santoro     | 7–5, 7–5, 7–6(2)           |
| US Open         | 3. kolo     | výhra     | Olivier Rochus      | 6–3, 7–6(8), 6–2           |
| US Open         | 4. kolo     | výhra     | Nicolas Kiefer      | 6–4, 6–7(3), 6–3, 6–4      |
| US Open         | čtvrtfinále | výhra     | David Nalbandian    | 6–2, 6–4, 6–1              |
| US Open         | semifinále  | výhra     | Lleyton Hewitt      | 6–3, 7–6(0), 4–6, 6–3      |
| US Open         | finále      | vítěz (6) | Andre Agassi        | 6–3, 2–6, 7–6(1), 6–1      |

### ATP Tour

#### Dvouhra: 85 (81–4)
| utkání | turnaj               | datum | kat. | místo | povrch  | fáze       | soupeř                  | stav   | výsledek                          |
| 427. | Dauhá                | 1/3   | 250  | venku | tvrdý   | 32 v kole  | David Ferrer            | výhra  | 6-1, 6-1                          |
| 428. | Dauhá                | 1/3   | 250  | venku | tvrdý   | 16 v kole  | Greg Rusedski           | výhra  | 6-3, 6-4                          |
| 429. | Dauhá                | 1/3   | 250  | venku | tvrdý   | QF         | Feliciano López         | výhra  | 6-1, 6-2                          |
| 430. | Dauhá                | 1/3   | 250  | venku | tvrdý   | SF         | Nikolaj Davyděnko       | výhra  | 6-3, 6-4                          |
| 431. | Dauhá                | 1/3   | 250  | venku | tvrdý   | Finále     | Ivan Ljubičić           | vítěz  | 6-3, 6-1                          |
| 432. | Australian Open      | 1/17  | GS   | venku | tvrdý   | 128 v kole | Fabrice Santoro         | výhra  | 6-1, 6-1, 6-2                     |
| 433. | Australian Open      | 1/17  | GS   | venku | tvrdý   | 64 v kole  | Takao Suzuki            | výhra  | 6-3, 6-4, 6-4                     |
| 434. | Australian Open      | 1/17  | GS   | venku | tvrdý   | 32 v kole  | Jarkko Nieminen         | výhra  | 6-3, 5-2 RET                      |
| 435. | Australian Open      | 1/17  | GS   | venku | tvrdý   | 16 v kole  | Marcos Baghdatis        | výhra  | 6-2, 6-2, 7-6(4)                  |
| 436. | Australian Open      | 1/17  | GS   | venku | tvrdý   | QF         | Andre Agassi            | výhra  | 6-3, 6-4, 6-4                     |
| 437. | Australian Open      | 1/17  | GS   | venku | tvrdý   | SF         | Marat Safin             | prohra | 7-5, 4-6, 7-5, 6-7(6), 7-9        |
| 438. | Rotterdam            | 2/14  | 500  | hala  | tvrdý   | 32         | Bohdan Ulihrach         | výhra  | 6-3, 6-4                          |
| 439. | Rotterdam            | 2/14  | 500  | hala  | tvrdý   | 16 v kole  | Stanislas Wawrinka      | výhra  | 6-1, 6-4                          |
| 440. | Rotterdam            | 2/14  | 500  | hala  | tvrdý   | QF         | Nikolay Davydenko (2)   | výhra  | 7-5, 7-5                          |
| 441. | Rotterdam            | 2/14  | 500  | hala  | tvrdý   | SF         | Mario Ančić             | výhra  | 7-5, 6-3                          |
| 442. | Rotterdam            | 2/14  | 500  | hala  | tvrdý   | Finále     | Ivan Ljubičić (2)       | vítěz  | 5-7, 7-5, 7-6(5)                  |
| 443. | Dubaj                | 2/21  | 500  | venku | tvrdý   | 32 v kole  | Ivo Minář               | výhra  | 6-7(5), 6-3, 7-6(5)               |
| 444. | Dubaj                | 2/21  | 500  | venku | tvrdý   | 16 v kole  | Juan Carlos Ferrero     | výhra  | 4-6, 6-3, 7-6(6)                  |
| 445. | Dubaj                | 2/21  | 500  | venku | tvrdý   | QF         | Michail Južnyj          | výhra  | 6-3, 7-5                          |
| 446. | Dubaj                | 2/21  | 500  | venku | tvrdý   | SF         | Andre Agassi (2)        | výhra  | 6-3, 6-1                          |
| 447. | Dubaj                | 2/21  | 500  | venku | tvrdý   | Finále     | Ivan Ljubičić (3)       | vítěz  | 6-1, 6-7(6), 6-3                  |
| — | Indian Wells Masters | 3/7   | 1000 | venku | tvrdý   | 128 v kole | volný los               |        |                                   |
| 448. | Indian Wells Masters | 3/7   | 1000 | venku | tvrdý   | 64 v kole  | Mardy Fish              | výhra  | 6-3, 6-3                          |
| 449. | Indian Wells Masters | 3/7   | 1000 | venku | tvrdý   | 32 v kole  | Gilles Müller           | výhra  | 6-3, 6-2                          |
| 450. | Indian Wells Masters | 3/7   | 1000 | venku | tvrdý   | 16 v kole  | Ivan Ljubicic (4)       | výhra  | 7-6(3), 7-6(4)                    |
| 451. | Indian Wells Masters | 3/7   | 1000 | venku | tvrdý   | QF         | Nicolas Kiefer          | výhra  | 6-4, 6-1                          |
| 452. | Indian Wells Masters | 3/7   | 1000 | venku | tvrdý   | SF         | Guillermo Canas         | výhra  | 6-3, 6-1                          |
| 453. | Indian Wells Masters | 3/7   | 1000 | venku | tvrdý   | Finále     | Lleyton Hewitt          | vítěz  | 6-2, 6-4, 6-4                     |
| — | Miami Masters        | 3/21  | 1000 | venku | tvrdý   | 128 v kole | volný los               |        |                                   |
| 454. | Miami Masters        | 3/21  | 1000 | venku | tvrdý   | 64 v kole  | Oliver Rochus           | výhra  | 6-3, 6-1                          |
| 455. | Miami Masters        | 3/21  | 1000 | venku | tvrdý   | 32 v kole  | Mariano Zabaleta        | výhra  | 6-2, 5-7, 6-3                     |
| 456. | Miami Masters        | 3/21  | 1000 | venku | tvrdý   | 16 v kole  | Mario Ančić (2)         | výhra  | 6-3, 4-6, 6-4                     |
| 457. | Miami Masters        | 3/21  | 1000 | venku | tvrdý   | QF         | Tim Henman              | výhra  | 6-4, 6-2                          |
| 458. | Miami Masters        | 3/21  | 1000 | venku | tvrdý   | SF         | Andre Agassi (3)        | výhra  | 6-4, 6-3                          |
| 459. | Miami Masters        | 3/21  | 1000 | venku | tvrdý   | Finále     | Rafael Nadal            | vítěz  | 2-6, 6-7(4), 7-6(5), 6-3, 6-1     |
| 460. | Monte Carlo Masters  | 4/11  | 1000 | venku | antuka  | 64 v kole  | Greg Rusedski (2)       | výhra  | 6-3, 6-1                          |
| 461. | Monte Carlo Masters  | 4/11  | 1000 | venku | antuka  | 32 v kole  | Albert Montaněs         | výhra  | 6-3, 6-4                          |
| 462. | Monte Carlo Masters  | 4/11  | 1000 | venku | antuka  | 16 v kole  | Fernando González       |        | 6-2, 6-7(3), 6-4                  |
| 463. | Monte Carlo Masters  | 4/11  | 1000 | venku | antuka  | QF         | Richard Gasquet         | prohra | 7-6(1), 2-6, 6-7(8)               |
| 464. | Hamburg Masters      | 5/9   | 1000 | venku | antuka  | 64 v kole  | Fernando Verdasco       | výhra  | 6-4, 6-3                          |
| 465. | Hamburg Masters      | 5/9   | 1000 | venku | antuka  | 32 v kole  | Tomáš Berdych           | výhra  | 6-2, 6-1                          |
| 466. | Hamburg Masters      | 5/9   | 1000 | venku | antuka  | 16 v kole  | Tommy Robredo           | výhra  | 6-2, 6-3                          |
| 467. | Hamburg Masters      | 5/9   | 1000 | venku | antuka  | QF         | Guillermo Coria         | výhra  | 6-4, 7-6(3)                       |
| 468. | Hamburg Masters      | 5/9   | 1000 | venku | antuka  | SF         | Nikolaj Davyděnko (3)   | výhra  | 6-3, 6-4                          |
| 469. | Hamburg Masters      | 5/9   | 1000 | venku | antuka  | Finále     | Richard Gasquet         | vítěz  | 6-3, 7-5, 7-6(4)                  |
| 470. | Roland Garros        | 5/23  | GS   | venku | antuka  | 128 v kole | Dudi Sela               | výhra  | 6-1, 6-4, 6-0                     |
| 471. | Roland Garros        | 5/23  | GS   | venku | antuka  | 64 v kole  | Nicolás Almagro         | výhra  | 6-3, 7-6, 6-2                     |
| 472. | Roland Garros        | 5/23  | GS   | venku | antuka  | 32 v kole  | Fernando Gonzalez (2)   | výhra  | 7-6(9), 7-5, 6-2                  |
| 473. | Roland Garros        | 5/23  | GS   | venku | antuka  | 16 v kole  | Carlos Moyá             | výhra  | 6-1, 6-4, 6-3                     |
| 474. | Roland Garros        | 5/23  | GS   | venku | antuka  | QF         | Victor Hanescu          | výhra  | 6-2, 7-6(3), 6-3                  |
| 475. | Roland Garros        | 5/23  | GS   | venku | antuka  | SF         | Rafael Nadal            | prohra | 3-6, 6-4, 4-6, 3-6                |
| 476. | Halle                | 6/6   | 250  | venku | tráva   | 32 v kole  | Robin Soderling         | výhra  | 6-7(5), 7-6(6), 6-4               |
| 477. | Halle                | 6/6   | 250  | venku | tráva   | 16 v kole  | Florian Mayer           | výhra  | 6-2, 6-4                          |
| 478. | Halle                | 6/6   | 250  | venku | tráva   | QF         | Philipp Kohlschreiber   | výhra  | 6-3, 6-4                          |
| 479. | Halle                | 6/6   | 250  | venku | tráva   | SF         | Tommy Haas              | výhra  | 6-4, 7-6(9)                       |
| 480. | Halle                | 6/6   | 250  | venku | tráva   | Finále     | Marat Safin (2)         | vítěz  | 6-4, 6-7(6), 6-4                  |
| 481. | Wimbledon            | 6/20  | GS   | venku | tráva   | 128 v kole | Paul-Henri Mathieu      |        | 6-4, 6-2, 6-4                     |
| 482. | Wimbledon            | 6/20  | GS   | venku | tráva   | 64 v kole  | Ivo Minář (2)           | výhra  | 6-4, 6-4, 6-1                     |
| 483. | Wimbledon            | 6/20  | GS   | venku | tráva   | 32 v kole  | Nicolas Kiefer (2)      | výhra  | 6-2, 6-7(5), 6-1, 7-5             |
| 484. | Wimbledon            | 6/20  | GS   | venku | tráva   | 16 v kole  | Juan Carlos Ferrero (2) | výhra  | 6-3, 6-4, 7-6(6)                  |
| 485. | Wimbledon            | 6/20  | GS   | venku | tráva   | QF         | Fernando González (3)   | výhra  | 7-5, 6-2, 7-6(2)                  |
| 486. | Wimbledon            | 6/20  | GS   | venku | tráva   | SF         | Lleyton Hewitt (2)      | výhra  | 6-3, 6-4, 7-6(4)                  |
| 487. | Wimbledon            | 6/20  | GS   | venku | tráva   | Finále     | Andy Roddick            | vítěz  | 6-2, 7-6(2), 6-4                  |
| 488. | Cincinnati Masters   | 8/15  | 1000 | venku | tvrdý   | 64 v kole  | James Blake             | výhra  | 7-6(3), 7-5                       |
| 489. | Cincinnati Masters   | 8/15  | 1000 | venku | tvrdý   | 32 v kole  | Nicolas Kiefer (3)      | výhra  | 4-6, 6-4, 6-4                     |
| 490. | Cincinnati Masters   | 8/15  | 1000 | venku | tvrdý   | 16 v kole  | Oliver Rochus (2)       | výhra  | 6-3, 6-4                          |
| 491. | Cincinnati Masters   | 8/15  | 1000 | venku | tvrdý   | QF         | Jose Acasuso            | výhra  | 6-4, 6-3                          |
| 492. | Cincinnati Masters   | 8/15  | 1000 | venku | tvrdý   | SF         | Robby Ginepri           | výhra  | 4-6, 7-5, 6-4                     |
| 493. | Cincinnati Masters   | 8/15  | 1000 | venku | tvrdý   | Finále     | Andy Roddick (2)        | vítěz  | 6-3, 7-5                          |
| 494. | US Open              | 8/29  | GS   | venku | tvrdý   | 128 v kole | Ivo Minář (3)           | výhra  | 6-1, 6-1, 6-1                     |
| 495. | US Open              | 8/29  | GS   | venku | tvrdý   | 64 v kole  | Fabrice Santoro (2)     | výhra  | 7-5, 7-5, 7-6(2)                  |
| 496. | US Open              | 8/29  | GS   | venku | tvrdý   | 32 v kole  | Oliver Rochus (3)       | výhra  | 6-3, 7-6(6), 6-2                  |
| 497. | US Open              | 8/29  | GS   | venku | tvrdý   | 16 v kole  | Nicolas Kiefer (4)      | výhra  | 6-4, 6-7(3), 6-3, 6-4             |
| 498. | US Open              | 8/29  | GS   | venku | tvrdý   | QF         | David Nalbandian        | výhra  | 6-2, 6-4, 6-1                     |
| 499. | US Open              | 8/29  | GS   | venku | tvrdý   | SF         | Lleyton Hewitt (3)      | výhra  | 6-3, 7-6, 4-6, 6-3                |
| 500. | US Open              | 8/29  | GS   | venku | tvrdý   | Finále     | Andre Agassi (4)        | vítěz  | 6-3, 2-6, 7-6(1), 6-1             |
| 501. | SUI v. GBR, DC Svět  | 9/23  | DC   | hala  | antuka  | baráž      | Alan Mackin             | výhra  | 6-0, 6-0, 6-2                     |
| 502. | Bangkok              | 9/26  | 250  | hala  | tvrdý   | 32 v kole  | Marcos Daniel           | výhra  | 7-6(4), 6-4                       |
| 503. | Bangkok              | 9/26  | 250  | hala  | tvrdý   | 16 v kole  | Denis Gremelmayr        | výhra  | 6-3, 6-2                          |
| 504. | Bangkok              | 9/26  | 250  | hala  | tvrdý   | QF         | Gilles Müller (2)       | výhra  | 6-4, 6-3                          |
| 505. | Bangkok              | 9/26  | 250  | hala  | tvrdý   | SF         | Jarkko Nieminen (2)     | výhra  | 6-3, 6-4                          |
| 506. | Bangkok              | 9/26  | 250  | hala  | tvrdý   | Finále     | Andy Murray             | vítěz  | 6-3, 7-5                          |
| 507. | Tennis Masters Cup   | 11/14 | WC   | hala  | koberec | zs         | David Nalbandian (2)    | výhra  | 6-3, 2-6, 6-4                     |
| 508. | Tennis Masters Cup   | 11/14 | WC   | hala  | koberec | zs         | Ivan Ljubičić (5)       | výhra  | 6-3, 2-6, 7-6(4)                  |
| 509. | Tennis Masters Cup   | 11/14 | WC   | hala  | koberec | zs         | Guillermo Cória (2)     | výhra  | 6-0, 1-6, 6-2                     |
| 510. | Tennis Masters Cup   | 11/14 | WC   | hala  | koberec | SF         | Gastón Gaudio           | výhra  | 6-0, 6-0                          |
| 511. | Tennis Masters Cup   | 11/14 | WC   | hala  | koberec | Finále     | David Nalbandian        | prohra | 7-6(4), 7-6(11), 2-6, 1-6, 6-7(3) |
| QF – čtvrtfinále, SF – semifinále, zs – základní skupina kategorie: 250 – International Series / 500 – International Series Gold / 1000 – Masters Series / WC – Turnaj mistrů / GS – Grand Slam / DC – Davis Cup |                      |       |      |       |         |            |                         |        |                                   |

## Přehled finále
| Legenda                                 |
| D – dvouhra; Č – čtyřhra                |
| Grand Slam (2–0 D)                      |
| Tennis Masters Cup (0–1 D)              |
| ATP Masters Series (4–0 D)              |
| ATP International Series Gold (2–0 D)   |
| ATP International Series (3–0 D; 1–0 Č) |

| Finále dle povrchu   |
| -------------------- |
| tvrdý (8–0 D)        |
| antuka (1–0 D)       |
| tráva (2–0 D; 1–0 Č) |
| koberec (0–1 D)      |

| Finále dle místa     |
| -------------------- |
| venku (9–0 D; 1–0 Č) |
| hala (2–1 D)         |

### Dvouhra: 12 (11–1)
| Stav      | Č.  | Datum              | Turnaj                       | Povrch      | Soupeř ve finále | Výsledek                                 |
| --------- | --- | ------------------ | ---------------------------- | ----------- | ---------------- | ---------------------------------------- |
| Vítěz     | 23. | 9. ledna 2005      | Dauhá, Katar                 | tvrdý       | Ivan Ljubičić    | 6–3, 6–1                                 |
| Vítěz     | 24. | 20. února 2005     | Rotterdam, Nizozemsko        | tvrdý (h)   | Ivan Ljubičić    | 5–7, 7–5, 7–6(7–5)                       |
| Vítěz     | 25. | 27. února 2005     | Dubaj, SAE (3)               | tvrdý       | Ivan Ljubičić    | 6–1, 6–7(6–8), 6–3                       |
| Vítěz     | 26. | 20. března 2005    | Indian Wells, USA (2)        | tvrdý       | Lleyton Hewitt   | 6–2, 6–4, 6–4                            |
| Vítěz     | 27. | 3. dubna 2005      | Miami, USA                   | tvrdý       | Rafael Nadal     | 2–6, 6–7(4–7), 7–6(7–5), 6–3, 6–1        |
| Vítěz     | 28. | 15. května 2005    | Hamburk, Německo (3)         | antuka      | Richard Gasquet  | 6–3, 7–5, 7–6(7–4)                       |
| Vítěz     | 29. | 13. června 2005    | Halle, Německo (3)           | tráva       | Marat Safin      | 6–4, 6–7(6–8), 6–4                       |
| Vítěz     | 30. | 3. července 2005   | Wimbledon, Londýn, VB (3)    | tráva       | Andy Roddick     | 6–2, 7–6(7–2), 6–4                       |
| Vítěz     | 31. | 21. srpna 2005     | Cincinnati, USA              | tvrdý       | Andy Roddick     | 6–3, 7–5                                 |
| Vítěz     | 32. | 11. září 2005      | US Open, New York, USA (2)   | tvrdý       | Andre Agassi     | 6–3, 2–6, 7–6(7–1), 6–1                  |
| Vítěz     | 33. | 2. října 2005      | Bangkok, Thajsko (2)         | tvrdý (h)   | Andy Murray      | 6–3, 7–5                                 |
| Finalista | 9.  | 20. listopadu 2005 | Turnaj mistrů, Šanghaj, Čína | koberec (h) | David Nalbandian | 7–6(7–4), 7–6(13–11), 2–6, 1–6, 6–7(3–7) |

### Čtyřhra: 1 (1–0)
| Stav  | Č. | Datum           | Turnaj         | Povrch | Spoluhráč    | Soupeři ve finále             | Výsledek           |
| ----- | -- | --------------- | -------------- | ------ | ------------ | ----------------------------- | ------------------ |
| Vítěz | 7. | 12. června 2005 | Halle, Německo | tráva  | Yves Allegro | Joachim Johansson Marat Safin | 7–5, 6–7(6–8), 6–3 |

## Finanční odměny
| Soutěž                    | turnaj                     | finanční odměna |
| ------------------------- | -------------------------- | --------------- |
| Dvouhra                   | Qatar Open                 | $142 000        |
| Dvouhra                   | Australian Open            | $229 228        |
| Dvouhra                   | Rotterdam Open             | $173 000        |
| Dvouhra                   | Dubai Tennis Championships | $187 500        |
| Dvouhra                   | Indian Wells Masters       | $455 000        |
| Dvouhra                   | Miami Masters              | $533 350        |
| Dvouhra                   | Monte-Carlo Masters        | $52 000         |
| Dvouhra                   | Hamburg Masters            | $400 000        |
| Dvouhra                   | French Open                | $275 990        |
| Dvouhra                   | Gerry Weber Open           | $113 000        |
| Dvouhra                   | Wimbledon                  | $1 152 900      |
| Dvouhra                   | Cincinnati Masters         | $400 000        |
| Dvouhra                   | US Open                    | $1 100 000      |
| Dvouhra                   | Thailand Open              | $76 500         |
| Dvouhra                   | Tennis Masters Cup         | $820 000        |
| Čtyřhra                   | Hamburg Masters            | $3 800          |
| Čtyřhra                   | Gerry Weber Open           | $21 000         |
| Čtyřhra                   | Cincinnati Masters         | $1 750          |
| Přehled                   | výdělek v sezóně           | $6 137 018      |
| Přehled                   | výdělek v kariéře          | $20 222 573     |
| kurziva – turnajový titul |                            |                 |